# Abandon Ship (Knife Party)
Abandon Ship è il primo album in studio del gruppo musicale australiano Knife Party, pubblicato il 7 novembre 2014 dalla Earstorm Records.

## Registrazione
I lavori all'album di debutto dei Knife Party sono cominciati nel settembre 2013, subito dopo la conclusione del tour in supporto all'EP Haunted House. In concomitanza con l'annuncio del titolo dell'album, il gruppo ha rivelato che nove dei dodici brani prefissati per la pubblicazione erano stati completati, con «cinque [brani] in forse e cinque nelle possibili idee [per l'album]». Completato il mese successivo, Abandon Ship è stato masterizzato nello periodo.
L'intero processo di registrazione è stato curato da Rob Swire presso gli Earstorm di Londra, nel quale Swire stesso si è occupato anche dei processi di missaggio e di masterizzazione.

## Promozione
Il titolo dell'album è stato annunciato dal duo il 9 giugno 2014 attraverso il proprio sito ufficiale. Il 20 dello stesso mese, i Knife Party si sono esibiti all'annuale Electric Daisy Carnival di Las Vegas, nel quale hanno presentato per la prima volta brani definitivi e non di Abandon Ship.
Il 6 agosto Rob Swire ha reso disponibile attraverso il proprio profilo SoundCloud un'anteprima del brano Boss Mode, seguito il 29 dello stesso mese dalla pubblicazione del primo singolo Resistance. In quest'ultima data è stata annunciata l'uscita di Abandon Ship per il 27 ottobre.
Il 23 e il 29 settembre sono invece stati pubblicati per il download digitale i singoli Begin Again e Boss Mode, seguiti il 1º ottobre dal videoclip di Begin Again. Il 15 ottobre i Knife Party hanno comunicato la posticipazione della data di pubblicazione di Abandon Ship al 10 novembre, a causa di "ragioni non interamente poste sotto il nostro controllo". Tuttavia, il 7 novembre 2014 l'album è stato pubblicato a sorpresa dal gruppo sull'iTunes Store.

## Tracce
1. Reconnect – 1:38 (musica: Rob Swire)
2. Resistance – 5:13 (musica: Rob Swire, Gareth McGrillen)
3. Boss Mode – 3:47 (Rob Swire, Gareth McGrillen, Raja Kumari, Lovy Longomba)
4. EDM Trend Machine – 5:05 (Rob Swire, Gareth McGrillen, Richard Boardman, Simon Aldred)
5. 404 – 4:58 (musica: Rob Swire, Gareth McGrillen)
6. Begin Again – 5:55 (Rob Swire, Gareth McGrillen)
7. Give It Up – 4:11 (musica: Rob Swire, Gareth McGrillen, Clifford Smith)
8. D.I.M.H. – 5:46 (Rob Swire, Gareth McGrillen, Betsy)
9. Micropenis – 5:32 (musica: Rob Swire, Gareth McGrillen)
10. Superstar – 4:15 (Rob Swire, Gareth McGrillen, Bryn Christopher, Rufio Sandilands, Rocky Morris)
11. Red Dawn – 6:07 (musica: Rob Swire, Gareth McGrillen)
12. Kaleidoscope – 4:00 (musica: Rob Swire)

## Formazione
Gruppo
- Rob Swire – sintetizzatore, programmazione, voce (traccia 6)
- Gareth McGrillen – sintetizzatore e programmazione (eccetto tracce 1 e 12)

Altri musicisti
- Raja Kumari – voce (traccia 3)
- Simon Aldred – voce (traccia 4)
- Mr. Vegas – voce (traccia 7)
- Betsy – voce (traccia 8)
- Bryn Christopher – voce (traccia 10)

Produzione
- Rob Swire – produzione, missaggio, mastering
- Gareth McGrillen – produzione (eccetto tracce 1 e 12)

## Classifiche
| Classifica (2014)              | Posizione massima |
| ------------------------------ | ----------------- |
| Australia                      | 20                |
| Nuova Zelanda                  | 30                |
| Regno Unito                    | 39                |
| Stati Uniti                    | 54                |
| Stati Uniti (dance/electronic) | 2                 |